# The Subways
The Subways – brytyjski zespół indie rockowy założony w 2003.

## Życiorys
The Subways zaczęli w bardzo młodym wieku. Zaczynali od grania Nirvany i punku w saloniku Billy’ego i Josha, pod nazwą „Mustardseed”. Po pewnym czasie zmienili nazwę na „Platypus” i zaczęli objeżdżać niewielkie okoliczne sceny muzyczne takie jak dublińskie The Square w Harlow, w hrabstwie Essen. Wczesny album zespołu nagrany na żywo, który był sprzedawany później na koncertach, został zarejestrowany właśnie w The Square.
Zespół ciągle się rozwijał i ciągle zmieniał nazwy, co nie spodobało się Billy’emu. Zaproponował wtedy „The Subways” („Jednym z niewielu miejsc, gdzie czułem, że mogę się schronić i znaleźć spokój w moim starym mieście Welwyn Garden City była restauracja Subway. Przebywałem tam w przerwach między pracą i szkołą”). Chciał, żeby ten zespół był dla niego takim samym miejscem ucieczki, jak wspomniane wyżej restauracja, stąd właśnie nazwa zespołu. Mniej więcej w tym okresie Billy’ego i Charlotte Cooper połączyły bliższe więzi.
W początkach istnienia The Subways, grywając tylko w okolicach Londynu, wydawali wiele dem i EP. Billy Lunn chciał, żeby zespół nagrywał każdy zestaw nowych piosenek, ale niestety nie mieli środków aby wykorzystywać do tego profesjonalne studio. Wpadli na pomysł utworzenia własnego studia w domu. Umożliwiło im to ciągłe tworzenie nowych utworów i rozpowszechnianie ich za pomocą stworzonej własnoręcznie przez Billy’ego strony www.thesubways.net. To właśnie dzięki internetowi zrzeszyli sobie fanów. Dzięki domowemu studiu powstało w krótkim czasie około 8 dem, które zostały wysłane do londyńskich wytwórni. Z takim dorobkiem The Subways mogli wyruszyć w trasę koncertową w okolicach Londynu.
Grupa podpisała umowę z City Pavement & Infectious Records pod koniec 2004. Ich pierwszy album, Young For Eternity został wyprodukowany przez frontmana The Lightning Seeds Iana Broudie.
Duży rozgłos przyniósł im także występ w 7. odcinku 3 serii popularnego amerykańskiego serialu Życie na fali (The O.C.) grając „Rock & Roll Queen” i „Oh Yeah” w serialowym fikcyjnym nocnym klubie The Bait Shop. W tym też odcinku można usłyszeć piosenkę „I Want to Hear What You Have Got to Say”. Warto dodać, że utwór „Rock & Roll Queen” został wykorzystany w filmie Szklana Pułapka 4 (Live Free or Die Hard) w 2007 roku. W 2008 roku utwór ten został również użyty w ścieżce dźwiękowej Rock’n’rolla.
Niektóre z ich nagrań, jak „She Sun” czy „Rock & Roll Queen” zostały wykorzystane w telewizyjnych reklamach kosmetyków Rimmel, w których wystąpiła brytyjska modelka Kate Moss.
30 czerwca 2008 wydana została ich druga płyta, zatytułowana All or Nothing. Wokalista Billy Lunn ogłosił, że zespół latem zagra zdecydowanie mniej koncertów, oraz odwiedzi mniej festiwali Brytyjskich niż w latach poprzednich, gdyż większość czasu chcą latem spędzić nagrywają trzeci album studyjny.
The Subways kilkakrotnie odwiedzili Polskę. W 2008 roku po raz pierwszy zagrali w Polsce, wystąpili na festiwalu w Jarocinie. Grupa powróciła do Polski w kwietniu 2009 w ramach trasy promującej nowy album. The Subways zagrali dwa koncerty klubowe. 4 kwietnia w Warszawskiej Proximie oraz dzień później, 5 kwietnia w Poznańskim Eskulapie.
W marcu 2010 The Subways ponownie odwiedzili Polskę. Zagrali trzy koncerty: 25 marca w krakowskim klubie Loch Ness, 26 marca w poznańskim Eskulapie i 27 marca w warszawskiej Stodole.

## Skład
- Billy Lunn – gitara, wokal(ur. 1987)
- Charlotte Cooper – gitara basowa, wokal(ur. 1989)
- Josh Morgan – perkusja(ur. 1987)

## Dyskografia

### Albumy
- Young for Eternity (4 lipca 2005 w UK, 14 lutego 2006 w USA)
- All or Nothing (30 czerwca 2008)
- Money & Celebrity (wrzesień 2011)
- The Subways (luty 2015)

### EP
- „The Platypus EP”
- „I Lost You to the City EP”
- „Summertime EP”
- „Rock & Roll Queen EP”
- „No Heart No Soul EP”
- „Young For Eternity EP”
- „At 1am EP”
- „Milk EP”
- „Mary EP”
- „Live at Birmingham Academy EP”
- „The Live Videos EP” (iTunes)
- „Live and Acoustic in Magdeburg EP” (iTunes)

### Single
- „No Heart, No Soul EP” (Bus Stop Records)
- „1am” (Transgressive Records, 500 kopii)
- „Oh Yeah” (21 marca 2005)
- „Rock & Roll Queen” (20 czerwca 2005)
- „With You” (12 września 2005)
- „No Goodbyes” (12 grudnia 2005)